# 安東尼奧·波契亞
安東尼奧·波契亞（Antonio Porchia，1885年11月13日—1968年11月9日），是阿根廷诗人。
波契亞的代表作品是《聲音集》的西班牙語格言书。
波契亞是非常有影响力但极其简洁的作家，一直是许多当代文学和思想界著名人物的崇拜對象，如布勒东、波赫士等人。 

## 生平
波契亞，出生于意大利康弗伦蒂。1900年，父亲去世，輟學養家。1906年，一家移居阿根廷。 20世紀中葉參加阿根廷地区工人联合会（FORA），接觸共產主義運動，與左翼刊物《熔爐》（La Fragua）合作。在《熔爐》上發表的格言，後收羅成《聲音集》。
1950年代的一次意外造成波契亞的頭部受傷，經手術後康復。1968年，舊疾復發，逝世。

## 作品
- 《聲音集》（Voces, 1943)